# Capacidad de carga
La capacidad de carga o de sustentación de una especie biológica en un ambiente es el tamaño máximo de población que el ambiente puede soportar indefinidamente en un periodo determinado, teniendo en cuenta el alimento, agua, hábitat, y otros elementos necesarios disponibles en ese ambiente. En biología de poblaciones la capacidad de carga se define como la carga máxima del ambiente, que es diferente del concepto de equilibrio de la población. La de los humanos en la Tierra es dependiente de la infraestructura tecnológica de la que disponga entre otros factores.
Para la población humana a veces se consideran variables más complejas como la atención médica y saneamiento. A medida que aumenta la densidad de población, la tasa de natalidad a menudo disminuye y generalmente aumenta la tasa de mortalidad. La diferencia entre la tasa de natalidad y la tasa de mortalidad es el crecimiento natural. La capacidad de carga podría soportar un crecimiento natural positivo, o podría requerir un aumento natural negativo. Por lo tanto, la capacidad de carga es el número de individuos que un entorno puede soportar sin efectos negativos significativos para el organismo dado y su entorno. Por debajo de la capacidad de carga las poblaciones normalmente aumentan, mientras que por encima, por lo general disminuyen. Un factor que mantiene el tamaño de la población en equilibrio se conoce como factor de regulación o factor limitante. El tamaño de la población disminuye por encima de la capacidad de carga debido a una serie de factores en función de la especie en cuestión, estos pueden incluir factores abióticos como la falta de espacio, el suministro de alimentos o la luz del sol; o factores bióticos, como la competencia intraespecífica y la competencia interespecífica.
Los orígenes del término capacidad de carga son inciertos; algunos investigadores indican que se utilizó «en el contexto del transporte marítimo internacional» o que fue utilizado por primera vez durante los experimentos de laboratorio con microorganismos del siglo XIX. Una revisión reciente encontró el primer uso del término en un informe de 1845 del Secretario de Estado de EE. UU. para el Senado.

## Ejemplos
Una de las relaciones presa-depredador mejor estudiadas del mundo es la de las poblaciones de alce y lobo del parque nacional Isle Royale en el Lago Superior. Sin los lobos, los alces acabarían con la vegetación de la isla. Sin los alces, los lobos morirían. Los primeros científicos que estudiaron el tema pensaban que llegaría un momento en el que el aumento de población de los lobos les llevaría a matar a todos los becerros de los alces y luego morirían de hambre. [cita requerida] Esto no ha ocurrido ya que la endogamia, las enfermedades y factores medioambientales han limitado la población de lobos de forma natural.
La isla de Pascua ha sido citada como ejemplo de caída estrepitosa de población humana. Cuando algo menos de 100 personas llegaron por primera vez a la isla, ésta estaba cubierta de árboles y una gran variedad de alimentos. En 1722, la isla fue visitada por Jacob Roggeveen, quien estimó una población de 2.000 a 3.000 habitantes con muy pocos árboles, un suelo rico, buen clima" y donde "todo el condado era cultivado". Medio siglo más tarde, fue descrito como "una tierra pobre" y "en gran parte sin cultivar". El derrumbe ecológico que siguió ha sido atribuido indistintamente a superpoblación, comerciantes de esclavos, enfermedades europeas (incluyendo una epidemia de viruela que mató a tantos y tan rápido que los muertos se quedaron sin enterrar y una epidemia de tuberculosis que acabó con una cuarta parte de la población),  agitación social y especies invasoras (como la ratas de Polinesia que pudieron haber aniquilado los nidos terrestres de  aves y  las semillas de palmera). Sea cual sea la combinación de factores, sólo 111 habitantes se quedaban en la isla en 1877. Por las razones que sean (si el culto Moai, supervivencia, estatus o por ignorancia), la cuestión de cuántos seres humanos podría la isla realmente soportar parece que nunca ha sido contestada.
Otro ejemplo es la isla de Tarawa, donde la limitación de espacio es evidente, sobre todo porque no se pueden excavar nuevos vertederos para deshacerse de los residuos sólidos, debido a las limitaciones en la roca del subsuelo y la falta de elevaciones topográficas. Con la influencia colonial y una abundancia de alimentos (en relación con la vida antes del año 1850), la población ha crecido de tal modo que se puede hablar de una sobrepoblación.

## Modelo matemático
La ecuación de Lotka-Volterra es un modelo matemático simple de dinámica de poblaciones que muestra cómo en un sistema cerrado, como el de los lobos y los alces en la Isla Royale, la reducción de presas hará que la población de depredadores disminuya rápidamente. Un ejemplo ampliado se puede utilizar para casos de múltiples especies que compiten por los mismos recursos o una especie que se alimenta de varias presas.

## Factores limitantes
De todos los nutrientes indispensables para el crecimiento de una población siempre hay uno que tiende a agotarse y se llama factor limitante. En algunas ocasiones este factor puede no ser un nutriente, sino un factor físico cambiante como la temperatura. Para los ecólogos conocer cual o cuales son los factores limitantes es de suma importancia pues de esta manera se puede predecir, en la medida de lo posible, las consecuencias en los cambios producidos en los ecosistemas.

## Crecimiento exponencial
Cuando un área esta en buenas condiciones para el crecimiento y desarrollo de una población se dice que su crecimiento es de forma exponencial hasta que los recursos que hacen esto posible se agoten. Es entonces cuando la población vivirá los efectos de un alto índice de mortalidad que a su vez es el resultado de la competencia que se presenta entre los animales que forman esta población debido a la escasez de recursos.
Este tipo de crecimiento se presenta en algunas especies de insectos y pequeños organismos  así como en plantas.

## Humanos
La aplicación de la capacidad de carga para la población humana ha sido criticada por no tener en cuenta correctamente los procesos a múltiples niveles entre los seres humanos y el medio ambiente, que tienen una naturaleza fluida y de no-equilibrio, y que a menudo se usan en el contexto de culpabilización de la víctima.
Los partidarios de la idea argumentan que los seres humanos, al igual que todas las especies, tienen una capacidad de carga limitada. El tamaño de la población, los niveles de vida y agotamiento de los recursos varían, pero el concepto de capacidad de carga sigue siendo válida. La capacidad de carga de la tierra ha sido estudiada por modelos de simulación por ordenador como World3.

### Tecnología
La tecnología es un factor importante en la dinámica de la capacidad de carga. Por ejemplo, la revolución neolítica aumentó la capacidad de carga del mundo en relación con los seres humanos a través de la invención de la agricultura. En la actualidad, el uso de combustibles fósiles ha incrementado artificialmente la capacidad de carga del mundo mediante el uso de la luz del sol almacenada, aunque esto ha producido la contaminación de los océanos, la depredación excesiva de zonas de bosque, como la tala indiscriminada y la quema, así como el mal uso de los recursos. Es decir no hay un balance sustentable ya que el mismo ser humano se ha encargado de destruir y contaminar el medio ambiente de manera irresponsable. Durante siglos se creyó que los recursos naturales eran infinitos, y que jamás se agotarían, hoy día sabemos que es todo lo contrario. Otros avances tecnológicos que han aumentado la capacidad de carga del mundo en relación con los seres humanos son los siguientes: polders, fertilizantes, abono, invernaderos, recuperación de tierras y la cría de peces. 
La capacidad de la agricultura en la Tierra se expandió en el último cuarto del siglo XX. Pero hay muchas predicciones sobre una disminución continua de la capacidad agrícola mundial (y por tanto la capacidad de carga) que se inició en la década de 1990. Destacable es la previsión de que la producción de alimentos de China disminuirá en un 37% en la última mitad del siglo XXI, poniendo en tensión  toda la capacidad de carga del mundo, ya que la población de China podría aumentar hasta alrededor de 1500 millones de personas en el año 2050. Esta reducción de la capacidad agrícola de China (al igual que en otras regiones del mundo) es en parte debida a la crisis mundial del agua, sobre todo por la extracción de aguas subterráneas más allá del límite de sostenibilidad, como lleva ocurriendo en China desde mediados del siglo XX.

### Huella ecológica
Una forma de estimar la demanda humana en comparación con la capacidad de carga del ecosistema es la huella ecológica. En lugar de especular sobre las posibilidades futuras y las limitaciones impuestas por las restricciones de la capacidad de carga, la huella ecológica proporciona evaluaciones empíricas y no especulativas sobre el pasado. Compara históricamente las tasas de regeneración (biocapacidad) en relación con la demanda histórica humana (huella ecológica) en el mismo año. Uno de los resultados muestra que la demanda de la humanidad para el año 1999 excedió la biocapacidad del planeta en más del 20 por ciento.